# Al-Ashraf Salah ad-Dîn Khalil ben Qala'ûn

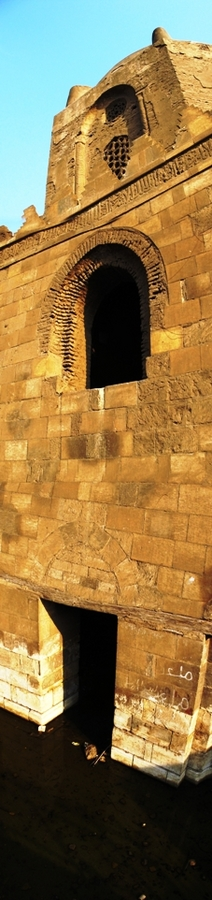
Mausolée du Sultan Al-Achraf Khalîl

Al-Achraf Khalîl, de son nom complet Al-Achraf Salâh ad-Dîn Khalîl ben Qala'ûn (1263-1293) fils de Qala'ûn est un sultan mamelouk bahrite d'Égypte de 1290 à 1293.

## Biographie
Al-Achraf Khalîl est le fils de Qala'ûn, il a été désigné co-sultan lors de la mort de son frère aîné en 1288 mais Qala'ûn n'a pas confiance en Khalîl.
Qala'ûn conquiert le comté de Tripoli en 1289. Il marche ensuite sur Saint-Jean-d'Acre la capitale de ce qui reste du royaume de Jérusalem. Il meurt le 10 octobre 1293.

### Le règne
Khalîl lui succède et poursuit son offensive. Le jour même de son intronisation, Turumtay, un puissant émir, tenta un coup d'Etat qui échoua. En mai 1291, Khalîl rassemble toutes les forces disponibles en Égypte et en Syrie à Hisn al-Akrad. Acre est prise le 17 juin 1291 après un siège sanglant.
Tous ceux qui n'ont pas réussi à s'enfuir sont exécutés et la ville est entièrement détruite. En août, Khalîl prend Tyr, Sidon, Haïfa et Beyrouth. Il rentre victorieux au Caire ayant enfin terminé le travail commencé par Saladin de chasser les croisés du Proche-Orient. Khalîl est appelé le nouvel Alexandre.
En 1292, Khalîl envahit le royaume arménien de Cilicie prend Hromgla siège du patriarcat arménien. Ce petit royaume va disparaître peu à peu. En revanche Khalîl a de bonnes relations avec le royaume de Chypre, le royaume d'Aragon et celui de Sicile avec lesquels il signe des traités de commerce.
Khalîl a poursuivi la politique de son père qui consistait à remplacer les mamelouks turcs par des circassiens. Il nomme un Arabe, Ibn as-Salus, comme grand vizir alors que c'était une fonction qui avait disparu au début du siècle pour irriter les mamelouks turcs encore plus. Finalement Khalîl est assassiné par son régent turc Baydara en décembre 1293. Le meurtrier réclame le sultanat, mais il est rapidement tué par les circassiens. Son frère âgé de sept ans, An-Nâsir Muhammad, est choisi pour lui succéder, mais son régent Kitbugha va rapidement l'éloigner.

### Postérité
Le Mausolée du Sultan Al-Achraf Khalîl est construit sous ses instructions.